# Herbert Stanley
Sir Herbert James Stanley, (né le 25 juillet 1872 - mort le 5 juin 1955), est un administrateur colonial britannique.
Il a été le 25e gouverneur du Ceylan britannique dans l'actuel Sri Lanka, gouverneur de la Rhodésie du Sud dans l'actuel Zimbabwe, et gouverneur de la Rhodésie du Nord dans l'actuel Zambie.

## Distinctions

### Décorations
- Ordre de Saint-Michel et Saint-Georges Chevalier Grand-croix